# Керкира (футбольный клуб)
ПАЕ «Керкира» (греч. ΠΑΕ Κέρκυρα) — греческий футбольный клуб из города Керкира. Основан в 1967 году.

## История
Клуб был основан в 1967 году после слияния трех футбольных коллективов острова Корфу («Арис Керкирас», «Хелеспонтис» и «Астерас Керкирас») в одно целое для выступления во Втором дивизионе. В 1969 году команда была переименована в «Керкиру».
В 1999 году пост президента футбольного клуба занял Спирос Калояннис, который помог команде за 4 года пройти 3 греческих футбольных дивизиона. В 2004 году «Керкира» дебютировала в Альфа лиге, однако в следующем сезоне — вылетела назад. В 2006 и 2007 годах клуб повторил путь наверх и возвращение назад.
Сезон 2012/2013 команда закончила на последнем 16-м месте, набрав 20 очков (4 победы и 8 ничьих), и вылетела во вторую лигу.
Новый сезон команда начала с объединения с другим футбольным клубом — ФК Кассиопи из Игуменицы. Успешно провела сезон 2013/2014 и заняла второе место, отстав от победителя — ФК Ники Волос всего на 2 очка. Лучшим бомбардиром сезона 2013/2014 стал македонский легионер — Зоран Балдовалиев, забивший 11 мячей в ворота соперников.

## Статистика выступлений
- 1969—1974: B' Группа А
- 1974—1975: B' Группа А (20 место — вылет)
- 1975—1976: После вылета из второго дивизиона, клуб выступал в Первом дивизионе Футбольной ассоциации Корфу
- 1976—1984: A' Первый дивизион ФА Корфу
- 1984—1987: C' Южная зона
- 1987—1988: C' Южная зона (12 место — вылет)
- 1988—1989: D' Четвёртый дивизион (1 место)
- 1989—1990: C' Южная зона (16 место — вылет)
- 1990—1991: D' Четвёртый дивизион
- 1991—1992: D' Четвёртый дивизион (1 место) — финалист Кубка любительских клубов Греции
- 1992—1993: C' Южная зона (14 место — вылет)
- 1993—1995: D' Четвёртый дивизион
- 1995—1996: D' Четвёртый дивизион (1 место)
- 1996—1997: C' Южная зона (9 место)
- 1997—1998: C' Южная зона (12 место — вылет)
- 1998—2000: D' Четвёртый дивизион
- 2000—2001: D' Четвёртый дивизион (1 место)
- 2001—2002: C' Южная зона (1 место)
- 2002—2003: B' Второй дивизион (5 место)
- 2003—2004: B' Второй дивизион (1 место)
- 2004—2005: A' Альфа лига (16 место — вылет)
- 2005—2006: B' Второй дивизион (2 место)
- 2006—2007: A' Альфа лига (14 место — вылет)
- 2007—2008: B' Второй дивизион (7 место)
- 2010—2011:СЛ' Суперлига (13 место)
- 2011—2012:СЛ' Суперлига (13 место)
- 2012—2013: СЛ' Суперлига (16 место — вылет)
- 2013—2014: ФЛ' Футбольная лига (2 место — Возврат в Суперлигу)

Примечания: A' = Альфа лига, B' = Второй дивизион, C' = Третий дивизион, D' = Четвёртый дивизион.
СЛ' = Суперлига, (начиная с 2006 года), ФЛ' = Футбольная лига, (начиная с 2010 года)

## Лучшие игроки
- Марко Майкалис 1971—1977
- Майкалис Клокидис 2001—2003
- Ваггелис Куцурес 2005—2006
- Андреас Ниниадис 2004—2005
- Фофонка Эдерсон 2005—2006
- Филлипе Родригес да Силва 2004—2007